# Running Wild (groupe)
Pour les articles homonymes, voir Running Wild.
Running Wild est un groupe de power metal allemand, originaire de Hambourg. Fondé en 1976 par Rolf « Rock'n Rolf » Kasparek, le groupe compte près de 10 millions d'exemplaires vendus à travers le monde, en 2016.
Le groupe subit de nombreux changements de line-up au cours de sa carrière. Il connaît un succès assez important, surtout en Allemagne lors de la sortie de Under Jolly Roger en 1987, succès confirmé par la sortie de Port royal en 1988, le meilleur album du groupe selon les fans.
Running Wild est le premier groupe de pirate métal au monde, et après la sortie de ce troisième album, le groupe adoptera définitivement le style pirate, sauf pour l'album Shadowmaker qui aura une approche plus industrielle.

## Biographie
À ses débuts, le groupe allemand jouait sur une imagerie satanique, affichant des pentagrammes sur les pochettes de ses deux premiers albums. Cependant, dès leur troisième album, Under Jolly Roger, opère une véritable rupture, puisqu'ils optent pour l'imagerie et les thèmes pirates, qu'ils poursuivront presque toute leur carrière, en dépit d'une orientation vers les thèmes napoléoniens sur des albums tels que Rivalry. Le véritable succès du groupe commence avec l'album Port Royal, rapidement suivi de Death or Glory, deux albums encore considérés aujourd'hui comme des albums culte de heavy metal.
Le 17 avril 2009, Rolf Kasparek annonce la séparation du groupe. Le dernier concert se déroule le 30 juillet 2009 lors du Wacken Open Air.  
Le 21 octobre 2011, à la surprise générale, et à l'immense joie des fans, Rolf Kasparek annonce la reformation du groupe et la sortie prochaine d'un nouvel album, Shadowmaker, prévue pour le 20 avril 2012. Le groupe fait paraître l'album Resilient le 4 octobre 2013 en Allemagne, et le 7 octobre dans le reste de l'Europe via Steamhammer/SPV. En 2014, le groupe fait paraître son propre hydromel appelé Bloody Island. En 2015, le groupe participe au Wacken Open Air.

## Membres

### Membres actuels
- Rolf Kasparek « Rock n' Rolf » Kasparek – guitare, chant (1976–2009, depuis 2011)
- Peter Jordan – guitare (2004–2009, depuis 2011)
- Peter Pichel – basse (2002–2009, depuis 2011)
- Matthias Liebetruth – batterie (2002–2009, depuis 2011)

### Anciens membres
- Gerard Warnecke – guitare
- Majk Moti – guitare
- Axel Morgan – guitare
- Thilo Hermann – guitare
- Stephan Boriss – basse
- Jens Becker – basse
- Thomas Smuszynski – basse
- Wolfgang Hagemann – batterie
- Stefan Schwarzmann – batterie
- Ian Finlay – batterie
- Jörg Michael – batterie
- Angelo Sasso – batterie

## Discographie

### Albums studio
- 1984 : Gates to Purgatory
- 1985 : Branded and Exiled
- 1987 : Under Jolly Roger
- 1988 : Port Royal
- 1989 : Death or Glory
- 1991 : Blazon Stone
- 1992 : Pile of Skulls
- 1994 : Black Hand Inn
- 1995 : Masquerade
- 1998 : The Rivalry
- 2000 : Victory
- 2002 : The Brotherhood
- 2005 : Rogues en Vogue
- 2012 : Shadowmaker
- 2013 : Resilient
- 2016 : Rapid Foray
- 2021 : Blood on Blood

### EP
- 1984 : Victim of States Power
- 1989 : Bad to the Bone
- 1990 : Wild Animal
- 1991 : Little Big Horn
- 1992 : Lead or Gold
- 1994 : The Privateer
- 2019 : Crossing the Blades

### Lives
- 1988 : Ready For Boarding
- 2002 : Live 2002
- 2009 : The Final Jolly Roger

### Compilations
- 1984 : Death Metal avec Helloween, Hellhammer et Dark Avenger
- 1991 : The First Years Of Piracy
- 1998 : The Story of Jolly Roger
- 2002 : The Legendary Tales
- 2003 : 20 Years in History
- 2006 : Best of Adrian
- 2010 : Black Demons on Stage
- 2011 : Hits
- 2016 : The Storm: Very Best Of The Noise Years (1983-1995)

### Tribute albums
- 2005 : Rough Diamonds - A Tribute to Running Wild
- 2005 : The Revivalry - A Tribute to Running Wild
- 2009 : ReUnation - A Tribute to Running Wild